# AK Delta Timing
Auto klub Delta Timing, hrvatski automobilistički klub iz Zagreba. Uspješni vozač iz ovog kluba je Duško Banjeglav i dr.

## Vanjske poveznice
- Službene stranice  Arhivirana inačica izvorne stranice od 8. svibnja 2018. (Wayback Machine)
- Facebook AK Delta Timing